# Amesterdão (ilha)

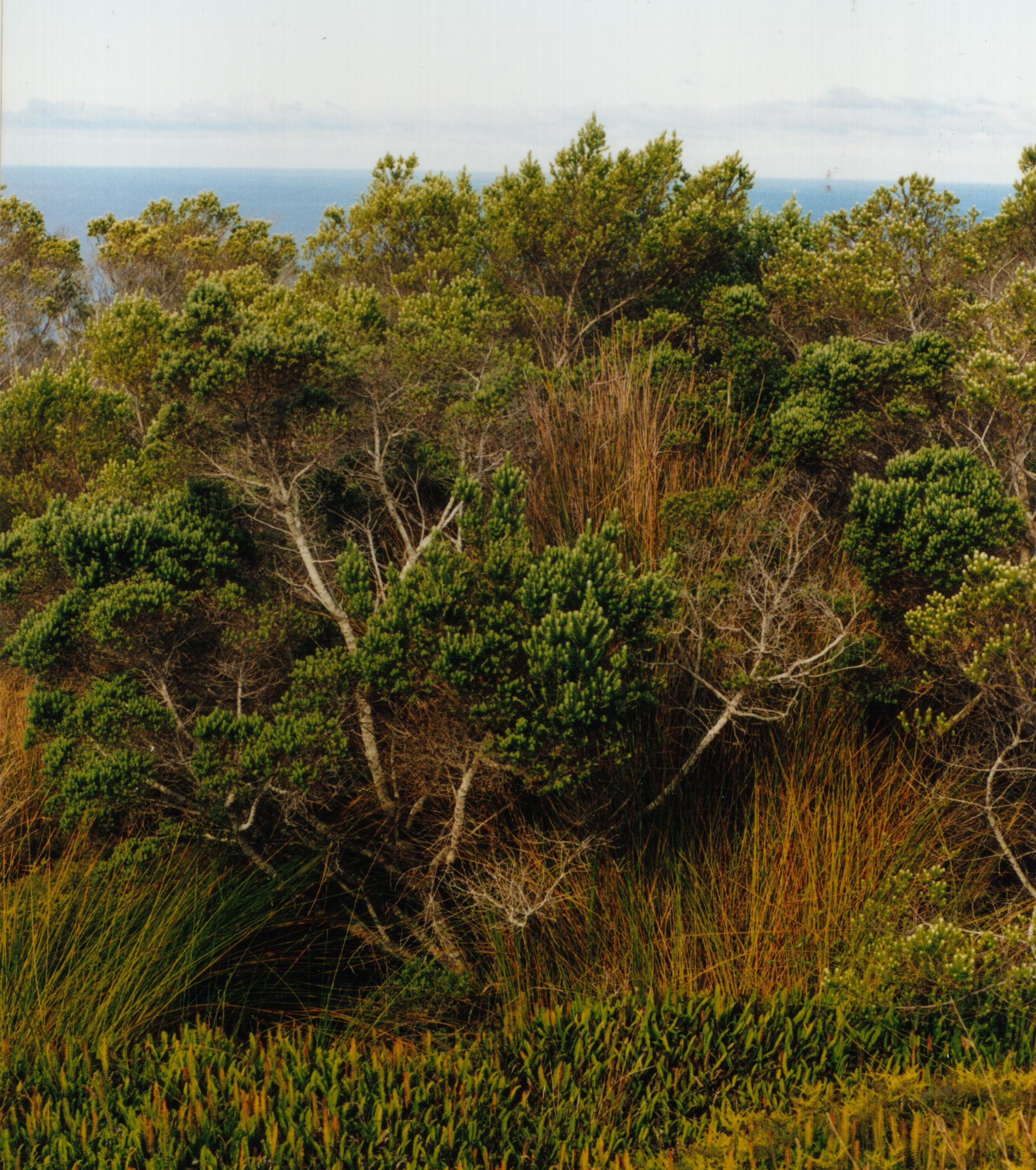
Phylica arborea, espécie nativa da Ilha de Amsterdão

A Ilha de Amesterdão (português europeu) ou de Amesterdã (português brasileiro) (em francês:  Île Amsterdam), também conhecida como Nova Amesterdão (português europeu) ou Nova Amesterdã (português brasileiro) (Nouvelle-Amsterdam}}), é uma ilha desabitada que faz parte das Terras Austrais e Antárticas Francesas (TAAF) no sul do oceano Índico que, juntamente com a vizinha ilha de São Paulo (90 km a sul) forma um dos cinco distritos do território.
A ilha é de origem vulcânica, mas o vulcão está inativo desde 1792. Tem uma área de 57km², medindo 21 km no seu lado mais comprido, e atinge uma altitude máxima de 881 m no Mont de la Dives. Fica aproximadamente equidistante das massas terrestres de Madagascar, Austrália e Antártida – bem como do arquipélago de Chagos e das Ilhas Cocos (Keeling) (cerca de 3.200 km, cada uma). É a ilha vulcânica mais ao norte da Placa Antártica.
Ao contrário da maioria das TAAF, a ilha de Amesterdão tem um clima oceânico ameno, com uma média de temperatura anual de 13°C (55°F), pluviosidade de 1100mm, ventos persistentes de oeste e níveis elevados de humidade.
A estação de pesquisa Martin-de-Viviès, primeiro chamada Camp Heurtin e depois La Roche Godon, é o único assentamento na ilha e é o lar sazonal de cerca de trinta pesquisadores e funcionários que estudam biologia, meteorologia e geomagnetismo.

## Flora e fauna
Entre as plantas mais características da ilha contam-se espécimes de árvores Phylica arborea, que também se encontram em Tristão da Cunha.
A ilha serve de habitat ao albatroz-de-amsterdam, que procria apenas no Plateau des Tourbières aí situada. Vivem aí, ainda, algumas espécies raras, como o moleiro-grande, o trinta-réis-antártico, o Pinguim-gentoo, o lobo-marinho-do-peito-branco e o elefante-marinho.

## História
A primeira pessoa conhecida por ter avistado a ilha foi o explorador espanhol Juan Sebastián Elcano, em 18 de março de 1522, durante sua circum-navegação do mundo. Elcano a chamou de Desesperanza (Desespero), porque não conseguiu encontrar um lugar seguro para desembarcar e sua tripulação estava desesperada por água após 40 dias de navegação de Timor. Em 17 de junho de 1633, o governador colonial neerlandês e marinheiro Antônio van Diemen avistou a ilha e a nomeou em homenagem ao seu navio, Nieuw Amsterdam ("Nova Amesterdã", em neerlandês). O primeiro desembarque registrado na ilha ocorreu em dezembro de 1696, liderado pelo explorador neerlandês Willem de Vlamingh.
O marinheiro francês Pierre François Péron escreveu que ficou abandonado na ilha entre 1792 e 1795. As Memórias de Péron, nas quais ele descreve suas experiências, foram publicadas em uma edição limitada, agora um item caro para colecionadores. No entanto, a ilha de Amesterdã e a ilha de São Paulo eram frequentemente confundidas na época, e Péron pode ter ficado abandonado em São Paulo.